# 人機系列
《人機系列》（日語：ジンキシリーズ）是綱島志朗創作的日本漫畫系列作品，後來陸續改編成電視動畫、電子遊戲、小說。

## 故事
本介紹分為以津崎青葉作為主角的1988年『委內瑞拉篇』，柊赤緒作為主角的1991年『東京篇』，以及新系列『ジンキ・エクステンド〜リレイション〜』作為區分。

### 1988年 委內瑞拉篇
- 『人機』1-4卷、『人機・續篇』6-9卷、『JINKI-真說- FINAL EPISODE』1卷
- 『JINKI-真說-complete版』1 - 5卷

1988年11月的某一日，很喜歡製作模型的初中1年級的少女津崎青葉，一輛白色輕型貨車出現在她的面前。從車裡走出一名自稱是「青葉母親」的女性(?)，突然使出頭鎚令其暈倒。再次醒來時已身在南美。在那兒她遇上「人機」

### 1991年 東京篇
- 『人機・續篇』1-5卷
  - 『人機EXTEND 〜RELATION〜』

## 登場人物

### 1988年

#### カナイマ・アンヘル
津崎 青葉 聲優：折笠富美子
1988年的主角。
控制機體：森人(守人)2號的下操主→
13歲。
小河原 兩兵 聲優：竹若拓磨
控制機體：森人(守人)2號的上操主→
黄坂 蕾 (黄坂 露依)  聲優： 田村ゆかり
南的養女。11歲。
黄坂 南 聲優：鷹森淑乃
露依的養母。
津崎 静花 聲優： 雪野五月
青葉的母親。
小河原 現太 聲優：納谷六朗
控制機體：森人(守人)2號的下操主→
原本的操主，因受傷而讓當時在場的青葉代為操控，其實是很看好青葉的能力。
兩兵的父親。
川本 宏 聲優：平川大輔
葛連・哈登  聲優：望月健一
古屋谷 英男  聲優：丸山壮史
山野 武利 聲優：飯塚昭三
石傘 純柱 聲優：藤本譲
大池 赤菜 聲優：稲村優奈
跟柊赤緒為同一個人？
黑將 聲優：浪川大浦

#### ルエパ・アンヘル、ウリマン・アンヘル
愛爾妮・立花  (艾魯妮) 聲優： 川上とも子 (川上倫子)
月子、席爾

#### 委內瑞拉政府·軍隊
廣世 聲優： 宮野真守
控制機體：人工人機的操主→
年幼時由津崎靜花教授如何操作人工人機，並教嗦破壞森人(守人)2號。
攻擊青葉所操控的森人(守人)2號。
勝世
ダビング・スール
アーケイド
フィリプス

### 1991年
柊 赤緒 聲優：稲村優奈
川本 さつき皐月 (川本皐月)  聲優： 野中藍
川本宏的妹妹。非常喜歡哥哥。
愛爾妮・立花  (艾魯妮) 聲優： 川上とも子 (川上倫子)
メルJ・ヴァネット (梅爾J·巴妮特)  聲優：皆川純子
柊 五朗（ひいらぎ ごろう）
友次（ともつぐ）
セシル

### 1988年以前的人物
日野 白矢
大池 赤菜
コール・ウインドゥ
立花 相指

### RELATION登場人物
柊 蒼旗
柊 垢司

## 電視動畫

### 製作人員
- 原作 - 綱島志朗（Mag Garden刊『月刊Comic BLADE』連載）
- 制片人 - 福吉健（朝日电视台）、保坂嘉弘（Mag Garden）、大月俊倫（STARCHILD）
- 系列構成 - 荒川稔久
- 人物設定 - 細田直人
- 機械設定 - 田村勝之
- 美術監督 - 小坂部直子
- 色彩設定 - 岩井田洋
- 撮影監督 - 近藤靖尚
- 音乐 - 川井憲次
- 音響監督 - 若林和弘
- 制作人 - シュレック・ヘドウィック（朝日电视台）、立石茂（Mag Garden）瀧崎誠（STARCHILD）
- 監督 - 村田雅彦
- 动画制作 - feel.
- 製作 - 朝日电视台、GANSIS（日语：ガンジス (映像企画会社)）、日本支部

### 主題歌
- OP「FLY AWAY」　
  - 作詞 - Salia/作曲 - Salia・shin-go/編曲・歌 - unicorn table
- ED「未来とゆう名の答え」
  - 作詞 - atsuko/作曲 - atsuko・KATSU/編曲 - KATSU/歌 - angela

### 各話標題
| 話數             | 標題                      | 腳本                | 分鏡                      | 演出       | 作畫監督 （總作畫監督）               | 原作                                     |
| ---------------- | ------------------------- | ------------------- | ------------------------- | ---------- | ------------------------------------- | ---------------------------------------- |
| Episode1.        | 少女が見た戦場            | 荒川稔久            | むらた雅彦                | むらた雅彦 | 細田直人                              | ジンキ第1巻 旧・エクステンド第1巻        |
| Episode2.        | 涙のあと                  | 荒川稔久            | よしもときんじ むらた雅彦 | 小林智樹   | 仲田美歩                              | ジンキ第1巻・第2巻 旧・エクステンド第1巻 |
| Episode3.        | 質と量                    | 荒川稔久            | 後信治                    | 後信治     | 桝田邦彰                              | ジンキ第2巻・第3巻                       |
| Episode4.        | 対面                      | 荒川稔久            | 嵯峨敏                    | 嵯峨敏     | 小菅和久 山本佐和子                   | ジンキ第3巻                              |
| Episode5.        | 敵と味方と                | 荒川稔久            | むらた雅彦 徳本善信       | 後信治     | 高橋勇治 村上直樹                     | ジンキ第3巻                              |
| Episode6.        | 黒の操主 黑之操主         | 荒川稔久            | むらた雅彦 徳本善信       | 徳本善信   | 湯本佳典 小菅和久 山本佐和子          | ジンキ第4巻                              |
| Episode7.        | 野望の果て                | 雨宮ひとみ 荒川稔久 | 中山正恵                  | 中山正恵   | 下谷智之 下川寿士                     | ジンキ第4巻                              |
| Episode8.        | 銀翼の来訪者              | 川崎ヒロユキ        | むらた雅彦                | むらた雅彦 | 杉山了蔵 湯本佳典 高品有桂 牟田口裕基 | 動畫原創                                 |
| Episode9.        | ゲームの勝者 遊戲的勝利者 | 川崎ヒロユキ        | 殿勝秀樹                  | 後信治     | 村上直樹 高橋勇治 立田眞一            | 動畫原創                                 |
| Episode10.       | 赤と黒 赤與黑             | 荒川稔久            | 桜田本舗                  | 徳本善信   | 岩井優器 山本佐和子 （細田直人）      | 動畫原創                                 |
| Episode11.       | 家族                      | 荒川稔久            | 後信治                    | 後信治     | 小菅和久 晶貴孝二 下川寿士            | 動畫原創                                 |
| Episode12.       | 青と赤 青與赤             | 荒川稔久            | 殿勝秀樹                  | むらた雅彦 | 杉山了蔵 桝田邦彰 （細田直人）        | 動畫原創                                 |
| Episode13. (OVA) | それから                  | 鎌仲史陽            | 鎌仲史陽                  | 下谷智之   | -                                     | 動畫原創                                 |

## 電子遊戲
JINKI EXTEND Re:VISION
由戲畫於2010年11月26日發售的成人遊戲。
JINKI RESURRECTION
由戲畫於2020年3月27日發售的成人遊戲。
JINKI -Unlimited-
由戲畫於2023年1月27日發售成人遊戲，2023年4月27日發售PlayStation 4版與任天堂Switch版《JINKI -Infinity-》。

## 外部連結
- 動畫官方網站 （页面存档备份，存于）（日語）
- JINKI -Infinity-官方網站 （页面存档备份，存于）（日語）